# Bienvenido, Mister Marshall
Bienvenido, Mister Marshall es una película española de 1953, dirigida por Luis García Berlanga y con José Isbert, Manolo Morán y Lolita Sevilla como actores principales. El filme, que es una crítica de la sociedad española de la época, fue estrenado el 4 de abril de 1953 en el Cine Callao de Madrid y reestrenado el 20 de diciembre del 2002 en Guadalix de la Sierra (Madrid), lugar en el que se rodó la película, con 25.260 espectadores y 39.346,58 € de recaudación. Además, como homenaje al centenario de la Gran Vía de Madrid, se proyectaron una decena de películas famosas, entre las que se encontraba esta.

## Sinopsis
Villar del Río, un pequeño pueblo castellano, es alertado sobre una visita inminente de diplomáticos estadounidenses. El pueblo comienza los preparativos para impresionar a los visitantes estadounidenses, con la esperanza de obtener beneficios bajo el Plan Marshall. Esperando demostrar el lado de la cultura española con el cual los visitantes estadounidenses están acostumbrados, los ciudadanos visten trajes típicos andaluces (algo poco común), contratan un famoso intérprete de flamenco y redecoran el pueblo según el estilo andaluz. Un empresario de flamenco, quien pasó tiempo en Boston, aconseja a los residentes pensar qué les van a preguntar a los estadounidenses. El alcalde también hace a todos los ciudadanos del pueblo, pedir una cosa que necesiten a los americanos.
En la víspera de la visita de los estadounidenses, tres de los principales personajes sueñan con estereotipos de la cultura y de la historia de Estados Unidos, con base solamente en sus experiencias. El alcalde sueña con una pelea de bar al estilo del salvaje oeste, el hidalgo sueña con la llegada de un conquistador a las costas del Nuevo Mundo y el sacerdote ve a los encapuchados de una procesión de Semana Santa convertirse en miembros del Ku Klux Klan, quienes lo arrastran hacia el Comité de Actividades Antiamericanas al son de música de jazz. Además, un campesino pobre sueña que los estadounidenses, mostrados como los reyes magos, sobrevuelan su campo y lanzan un tractor atado a un paracaídas.
Llega el día de la visita de los estadounidenses y todo el pueblo está preparado para recibirlos. Sin embargo, la caravana en la que venían los estadounidenses pasa a toda prisa por el pueblo sin detenerse. Los residentes tienen que retirar las decoraciones y pagar los gastos con sus pertenencias personales. El empresario de flamenco no es la excepción, y entrega un anillo de oro que le habían dado en Boston. Finalmente, el pueblo vuelve a la normalidad y el día en el que los americanos pasaron de largo de Villar del Río queda olvidado...

## Reparto
- Pepe Isbert - Don Pablo, alcalde de Villar del Río
- Lolita Sevilla - Carmen Vargas, estrella de la copla.
- Manolo Morán - Manolo, empresario flamenco, representante de Carmen Vargas
- Alberto Romea - Don Luis, hidalgo perteneciente a una familia noble, la cual, durante el siglo XVI, formaron parte de la Conquista de América
- Elvira Quintillá - Señorita Eloísa, maestra del pueblo
- Luis Pérez de León - Don Cosme, cura del pueblo
- Manuel Alexandre
- Félix Fernández - Don Emiliano, el doctor
- Fernando Rey - Narrador

## Comentarios
Bienvenido, Mister Marshall es una película producida por UNINCI (lo que obligó a su director a incluir a Lolita Sevilla), que, en tono de sátira y crítica soterrada, habla de la situación política y económica de España en la época del rodaje, hecho inédito en la filmografía española hasta ese momento. Algunos consideran, como Kepa Sojo, autor del libro  ¡Americanos, os recibimos con alegría! Una aproximación a Bienvenido Mister Marshall, que el régimen franquista no vio su carga crítica y la toleró para mostrar que no había censura.
Bienvenido, Mister Marshall es imprescindible en el cine español, considerada como obra maestra. Avalada por los premios cosechados en el Festival Internacional de Cine de Cannes (Mejor Comedia y Mención Especial por el guion), la obra de García Berlanga es una comedia costumbrista sobre la España de los años 1950. Son los años en que el Gobierno de los Estados Unidos pone en marcha el Plan Marshall para reconstruir la Europa Occidental de posguerra, ayudas de las que España quedó al margen. García Berlanga retrata también el inicial aperturismo del régimen franquista hacia los países extranjeros, principalmente EE. UU.
La película es una mordaz carga de profundidad contra Estados Unidos, rematada con la escena censurada de la bandera estadounidense hundiéndose en la acequia, que escandalizó a Edward G. Robinson durante su proyección en Cannes. Kepa Sojo dice que fue debido a que Robinson, tras haber sido acusado de comunista, se libró del Comité de Actividades Antiestadounidenses. Mientras el actor despotricaba contra «un ataque a EE. UU.», García Berlanga intentaba jugar en el casino con unos dólares falsos con la cara de Pepe Isbert y Manolo Morán.

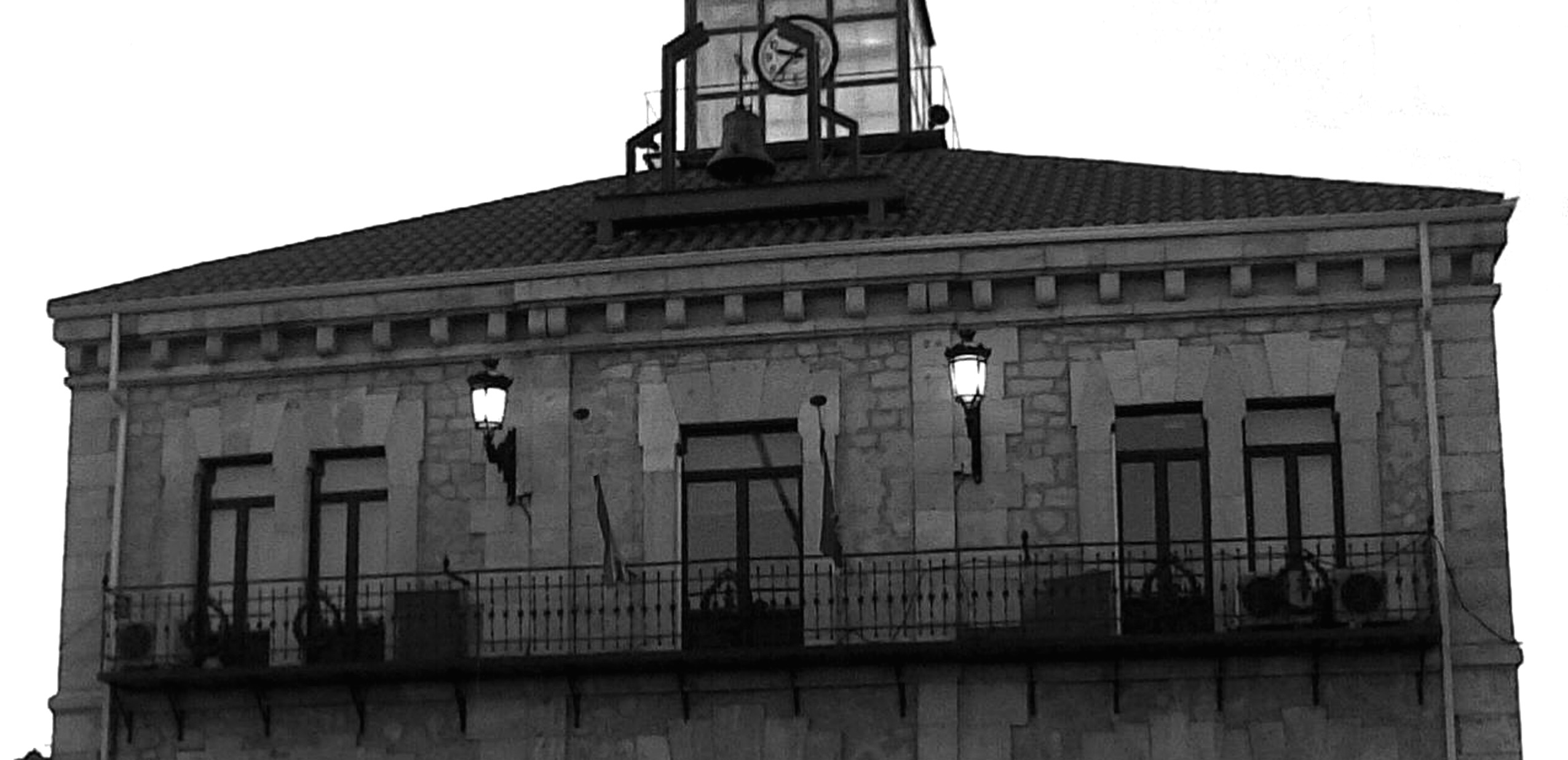
Balconada del ayuntamiento de Guadalix, que se empleó para el discurso del alcalde.

La película es una muestra de cómo era la España del momento, y los personajes representan los tipos característicos. Por un lado, el poder, representado por el alcalde, el cura y las fuerzas vivas (boticario, hidalgo, comerciantes, maestra), y por otro, el pueblo (casi todos agricultores y ganaderos). Desde el punto de vista social, se ha captado la idiosincrasia: el hecho de que el alcalde esté algo sordo no es casual, lo mismo que el miedo al delegado, que el cura sea algo cotilla, que la maestra esté soltera y necesite la ayuda del listillo de la clase... El papel subordinado de la mujer se refleja en su poca presencia, y la escasa intervención que, por ejemplo, tiene la tonadillera.
El pueblo ha perdido el tren y está abocado a su desaparición.

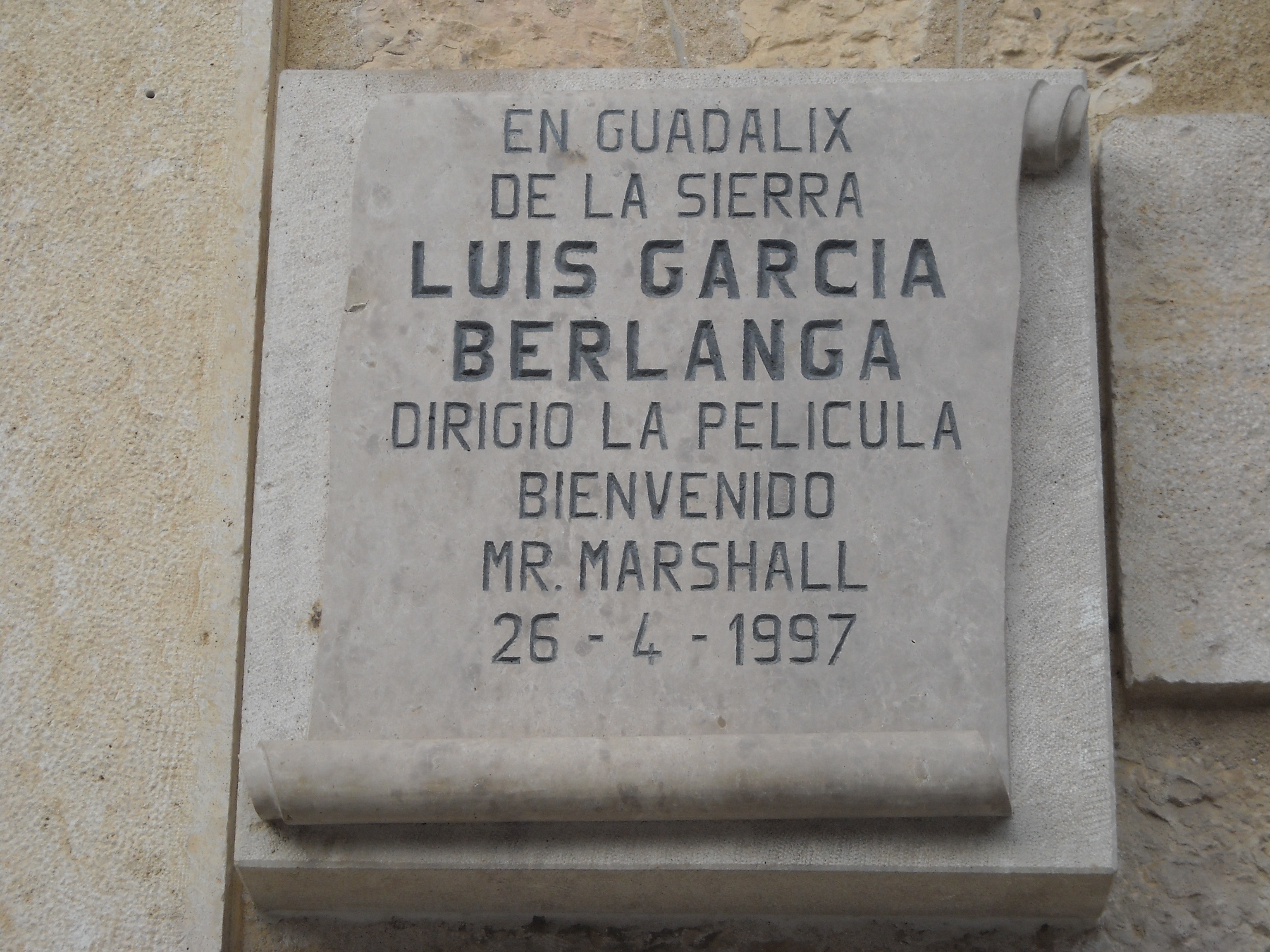
Placa en Guadalix de la Sierra.

De gran relieve es el pregón desde el Ayuntamiento, con Pepe Isbert y Manolo Morán en una actuación antológica y divertidísima. El pregón iniciado con la frase: "Como alcalde vuestro que soy os debo una explicación, y esa explicación que os debo os la voy a pagar", que se repite varias veces, ha pasado a ser una de las citas míticas del cine español. Tan célebre es la frase que, desde 2011, se ha inmortalizado la figura de Pepe Isbert con una escultura en el mismo lugar del balcón del ayuntamiento de Guadalix de la Sierra desde donde se pronunció en la película. De igual modo la canción «Coplilla de las divisas», que interpreta Lolita Sevilla de Valerio, Ochaíta y Solano, conocida popularmente como «Americanos» es una de las canciones más emblemáticas del cine español.
Tanto García Berlanga como Bardem recibieron 25.000 pesetas por la redacción del guion y cada uno de los niños que aparecen cobró 25 pesetas por día de rodaje: lo aceptaron, ya que recibían más que recogiendo patatas (18 pesetas).
En el año 2002, por idea del productor Enrique Cerezo, se reestrenó la película; y, con ella, el cortometraje El sueño de la maestra. Volvió a reestrenarse en 2015.

## Premios
Novena edición de las Medallas del Círculo de Escritores Cinematográficos
| Categoría                | Persona                                                | Resultado |
| ------------------------ | ------------------------------------------------------ | --------- |
| Mejor música             | Jesús García Leoz                                      | Ganador   |
| Mejor argumento original | Luis García Berlanga Juan Antonio Bardem Miguel Mihura | Ganadores |

6.ª Edición del Festival de Cannes (1953)
| Categoría                 | Persona                                                | Resultado |
| ------------------------- | ------------------------------------------------------ | --------- |
| Mejor comedia             | Mejor comedia                                          | Ganadora  |
| Mención especial al guion | Luis García Berlanga Juan Antonio Bardem Miguel Mihura | Ganadores |

## Rodaje
La película fue rodada en Guadalix de la Sierra, localidad del norte de Madrid.